# Bappagai
Der Bappagai (russisch Баппагай, jakutisch Бааппагай) ist ein rechter Nebenfluss des Wiljui in der Republik Sacha in Ostsibirien.
Der Fluss entspringt im Mittelsibirischen Bergland. Er fließt in überwiegend nördlicher Richtung in die Mitteljakutische Niederung und mündet von Süden kommend in einen südlichen rechten Nebenarm des Wiljui, 170 km vor dessen Mündung in die Lena. Der Bappagai weist in seinem Unterlauf sehr viele enge Mäander auf. Der Bappagai hat eine Länge von 307 km. Er entwässert ein Areal von 4650 km². Die Fernstraße A331 Wiljui zwischen Wiljuisk und Jakutsk kreuzt den Bappagai an seinem Oberlauf.